# Cassidispa granulosa
Cassidispa granulosa es un coleóptero de la familia Chrysomelidae.
Fue descrita científicamente en 1911 por Weise.